# 盟軍遠征部隊最高司令部
盟軍遠征部隊最高司令部（英語：Supreme Headquarters Allied Expeditionary Force），英文縮寫為「SHAEF」（/ˈʃeɪf/），是盟軍軍隊指揮官在歐洲西北部的司令部。SHAEF由1943年底開始運作，直到第二次世界大戰歐戰部份完結後於1945年7月解散，期間一直由美國派出的德懷特·D·艾森豪威爾將軍領導。

## 戰鬥序列
盟軍遠征部隊最高司令部指揮了西線有史以來在單一軍事行動中投入數量最多的編隊，包括美國，自由法國陸軍，英國和加拿大陸軍部隊。SHAEF指揮所有盟軍空降部隊，以及掌控三個集團軍群總共八個的野戰軍團;
- 盟軍第一空降軍
  - 所有盟軍空降師，旅和傘兵運輸聯隊
- 英國第21集團軍
  - 加拿大第一軍團
  - 英國第二軍團
- 美國第12集團軍
  - 美國第一軍團
  - 美國第三軍團
  - 美國第九軍團
  - 美國第十五軍團
- 美國第6集團軍（英语：Sixth United States Army Group）
  - 法國第一軍團
  - 美國第七軍團

SHAEF還在海王行動，大君主作戰的突擊階段期間指揮大量的海軍力量，以及兩個戰術航空軍 : 美國第9航空軍和英國第2戰術航空軍。英國的盟軍戰略轟炸機部隊也在海王行動期間受其指揮。

## 指揮官和高級參謀
|                      | 名稱                                  | 照片 | 部門                                        |
| -------------------- | ------------------------------------- | ---- | ------------------------------------------- |
| 盟軍最高司令         | 德懷特·艾森豪威爾 美國陸軍五星上將    |      | 美國陸軍                                    |
| 盟軍最高副司令       | 亞瑟·泰德 英國皇家空軍上將            |      | 英國皇家空軍                                |
| 參謀長               | 沃爾特·比德爾·史密斯中將              |      | 美國陸軍                                    |
| 副參謀長(作戰)       | 腓特烈·E.摩根中將                     |      | 英國陸軍                                    |
| 副參謀長(首席行政官) | 亨佛利·戈爾中將                       |      | 英國陸軍                                    |
| 副參謀長(航空)       | 占士·羅柏中將(任期至1945年5月)        |      | 英國皇家空軍                                |
| 副參謀長(航空)       | 羅德里克·卡爾少將 (任期從1945年6月起) |      | 英國皇家空軍                                |
| 地面部隊指揮官       | 伯納德·蒙哥馬利 英國陸軍元帥          |      | 英國陸軍 · 第21集團軍                       |
| 地面部隊指揮官       | 奧馬爾·布雷德利中將                   |      | 美國陸軍 · 第12集團軍 · (1944年7月14日成立) |
| 地面部隊指揮官       | 雅各布·L·德弗斯中將                   |      | 美國陸軍 · 第6集團軍 · (1944年7月29日成立)  |
| 盟軍空軍司令         | 特拉福特·雷-馬洛里中將                |      | 英國皇家空軍 · 盟軍遠征空軍AEAF             |
| 盟軍空軍副司令       | 霍伊特·范登堡少將                     |      | 美國陸軍航空軍                              |
| 海軍部隊指揮官       | 伯特蘭·拉姆西上將                     |      | 英國皇家海軍                                |
| 法國代表             | 馬里-皮埃爾·柯尼希將軍                |      | 自由法國軍團                                |
| 蘇聯代表             | Ivan Susloparov將軍                   |      | 蘇聯紅軍                                    |

附加
- 秘書長，總參謀部：福特·特林布爾上校
- G-1 (人事): 雷·巴克（英语：Ray Barker）少將
- G-2 (情報): 約翰·惠特利（英语：John Whiteley (British Army officer)）少將，然後是肯尼斯·史壯（英语：Kenneth Strong）少將接任
- G-3 (計劃、作戰與訓練) : 哈羅德·布爾（英语：Harold Bull）少將
- G-4 (後勤與軍需) : 羅拔·卡佛少將
- G-5 (國際合作與公共關係) : 羅渣·拉姆利（英语：Roger Lumley）少將，然後是賈乃錫中將接任
- 補給勤務（英语：United States Army Services of Supply）/通訊連絡區: 約翰·C.H.李（英语：John C. H. Lee）中將

政治官員
- William Phillips (diplomat)（英语：William Phillips）大使 (美國)
- Charles Peake（英语：Charles Peake） (英國)
- Christopher Steel (diplomat)（英语：Christopher Steel） (英國)
- Samuel Reber（英语：Samuel Reber） (美國)
- Robert Daniel Murphy（英语：Robert Daniel Murphy）大使 (美國)

## 外部連結
- Records of Supreme Headquarters, Allied Expeditionary Force, Dwight D. Eisenhower Presidential Library （页面存档备份，存于）
- Daily Battle Communiques, SHAEF, June 6, 1944 – May 7, 1945 （页面存档备份，存于）
- United States Army in World War II European Theater of Operations The Supreme Command （页面存档备份，存于） By Forrest C. Pogue. Office of the Chief of Military History, Department of the Army, Washington, D. C., 1954. Library of Congress Catalog Number: 53-61717
- BBC WW2 People's War article on Uxbridge SHAEF and London Bushey （页面存档备份，存于）
- Directive to Supreme Commander, Allied Expeditionary Force Dwight D. Eisenhower at his nomination
- Original Document; Order of the day （页面存档备份，存于）
- Papers of Ernest R. "Tex" Lee, military aide to General Eisenhower, 1942–1945, Dwight D. Eisenhower Presidential Library （页面存档备份，存于）
- Papers of Thor Smith, Public Relations Division, SHAEF, Dwight D. Eisenhower Presidential Library （页面存档备份，存于）